# Santa Croce (Florence)
De Basilica di Santa Croce (Nederlands: Kerk van het Heilig Kruis), gelegen aan het Piazza Santa Croce, is een van de belangrijkste kerken van Florence en wordt beschouwd als een van de mooiste gotische basilieken van Italië. Het is de grootste franciscaner kerk ter wereld. Door de vele grafmonumenten in het interieur fungeert de kerk als pantheon van Florence.

## Geschiedenis
De bouw van de kerk werd begonnen in 1294 op de plaats van een oudere franciscaner kerk, door de Florentijnse architect Arnolfo di Cambio. Volgens de legende is de voorloper van deze kerk in 1222 gesticht door Franciscus van Assisi zelf. Bij de bouw was een van de uitgangspunten de afmetingen van de Santa Maria Novella te overtreffen van de concurrerende Dominicanenorde, waar men 50 jaar eerder mee begonnen was.
Het kerkgebouw is gebouwd in gotische stijl en is vooral opvallend vanwege de zestien kapellen, waarvan de meeste door de school van Giotto zijn gedecoreerd. Het grondplan van de kerk is een Egyptisch kruis (een hoofdletter T) en het interieur is verdeeld in drie beuken. De kerk is 114,45 meter lang.

Een belangrijke toevoeging aan het complex is de beroemde Pazzi-kapel (3) (1441-1460) van architect Filippo Brunelleschi.
In 1560 werd de kerk, op last van Cosimo de' Medici, ingrijpend gerestaureerd door Giorgio Vasari waarbij veel kunstwerken in het interieur verloren gingen.
De huidige campanile van de kerk is gebouwd in 1842, nadat een eerder exemplaar door de bliksem was getroffen.
De façade is lange tijd ongedecoreerd geweest. Tussen 1857 en 1863 is deze alsnog door architect Niccolò Matas bekleed in de, zich door meerkleurig marmer kenmerkende, laat-middeleeuwse gotische bouwstijl van Florence.
Het interieur van de kerk karakteriseert zich door een grote breedte en helderheid. De dakconstructie is, zoals bij veel Franciscaanse kerken open. Bij binnenkomst wordt, door deze architectuur, de aandacht meteen gevestigd op het rijk gedecoreerde koor.
In 1966 raakte de kerk ernstig beschadigd door de overstroming van de Arno. Hierbij stroomde veel water, modder en olie de kerk binnen. In een gang in de kerk is een overzicht van de restauratie te zien, die enkele tientallen jaren heeft geduurd.
In oktober 2017 stortte een deel van het plafond in. Hierbij kwam een man om het leven.

## Plattegrond
Onderstaand de plattegrond van de basiliek met de belangrijkste bezienswaardigheden.
Plattegrond van de Basiliek Santa Croce in Florence.

Verklaring van de nummers:

1 Voormalig Klooster

2 Refter

3 Pazzi-kapel

4 Koor

5 Bardi Kapel

6 Peruzzi Kapel

7 Sacristie

8 Rinuccini Kapel

9 Kapel van het Noviciaat

10 Bardi di Vernio Kapel

11 "Annunciatie" van Donatello

12 Preekstoel van Benedetto da Maiano

13 Bernardo Rossellino "Graf van Leonardo Bruni"

14 Desiderio da Settignano "Graf van Carlo Marsuppini"

15 Graf van Michelangelo Buonarroti

16 Graf van Galileo Galilei

17 Cenotaaf voor Dante Alighieri

18 Graf van Vittorio Alfieri

19 Graf van Niccolò Machiavelli

20 Kapel van Arkel

21 Graf van Ugo Foscolo

## Kunst

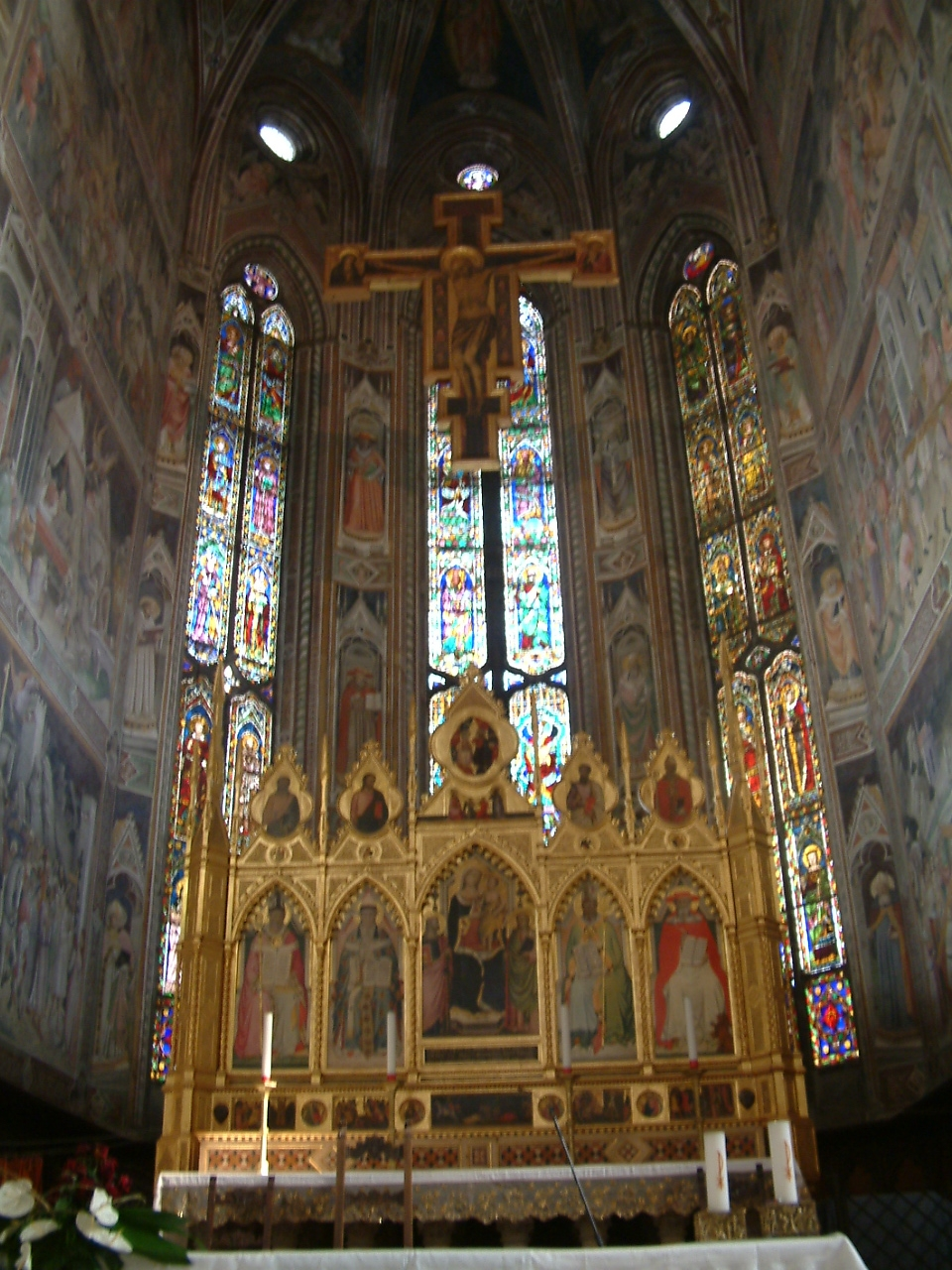
Altaar

### Interieur
Het interieur van de kerk is zeer rijk aan kunstschatten. Beroemd zijn:
- Een crucifix van Donatello in de Bardi-kapel (5[1]) dat werd bekritiseerd door Brunelleschi. Volgens de biograaf Vasari vertelde Brunelleschi aan zijn vriend Donatello dat hij "een beeld had gemaakt van een boer aan het kruis." Als antwoord op de vraag van Donatello of Brunelleschi het dan beter kon, maakte deze een crucifix dat nu in de Santa Maria Novella hangt.
- Een preekstoel van Benedetto da Maiano (12[1]) uit 1474-1480 met reliefs betreffende scènes uit het leven van de heilige Franciscus van Assisi.
- Fresco's van Giotto en zijn school in de Bardi- (5[1]) en Perruzi-kapel (6[1]) uit 1318-1320 over Franciscus van Assisi
- Een annunciatie (11[1]) van Donatello uit 1435, gemaakt voor de familie Cavalcanti uit zandsteen met verguldsel.
- De vele fresco's in de sacristie (7[1]) van o.a. Taddeo Gaddi

Het grote aantal schilderingen van de school van Giotto in het interieur maakt de kerk een van de belangrijkste verzamelplaatsen voor laat-gotische kunst in Italië.

### Graftomben

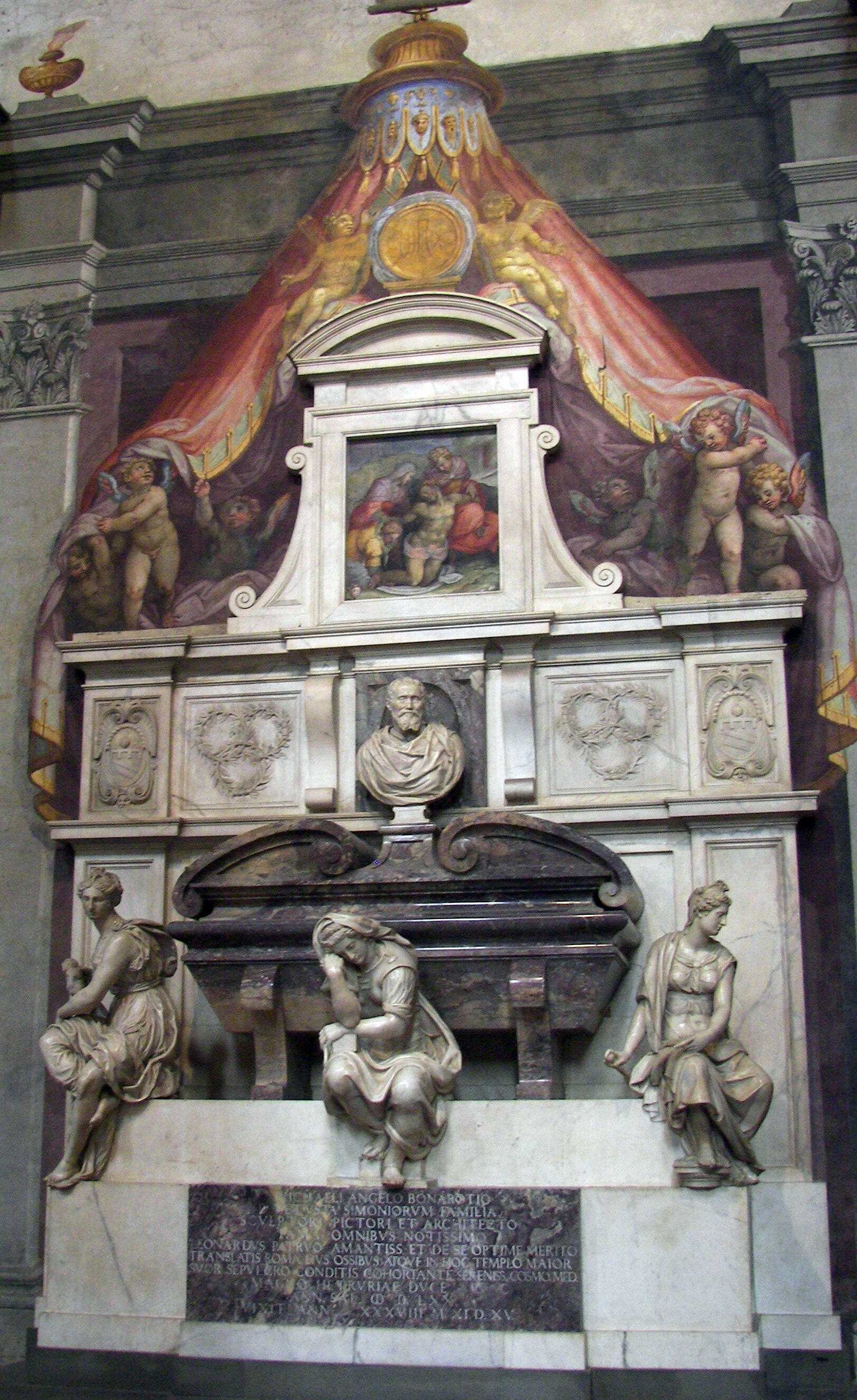
Michelangelo's graftombe

Doordat de basiliek door de bedelorde Franciscanen gebouwd en beheerd werd, was men bij de bouw en inrichting aangewezen op de vrijgevigheid van rijke Florentijnen. De Franciscanen hadden immers de plicht van een ascetisch leven zonder persoonlijke bezittingen. Families die bijdroegen aan de bouw en inrichtingen kregen daarom vaak het recht om familieleden in de kerk te begraven. Hiermee groeide de Santa Croce snel uit tot een Pantheon voor prominente inwoners van de stad.
In de kerk zijn een groot aantal beroemde Florentijnen (her)begraven in (praal)graven. Er zijn onder meer graven te vinden van:
- Leon Battista Alberti 15e-eeuwse architect
- Vittorio Alfieri (18[1]) 18e-eeuwse dichter en toneelschrijver
- Leonardo Bruni (13[1]) humanist en historicus
- Galileo Galilei (16[1])
- Lorenzo Ghiberti
- Niccolo Machiavelli (19[1])
- Michelangelo Buonarotti (15[1]) uit 1564 van Vasari
- Gioacchino Rossini
- Louise van Stolberg-Gedern vrouw van Karel Eduard Stuart
- Giorgio Vasari
- Poggio Bracciolini

Voor dichter Dante, grondlegger van de moderne Italiaanse taal, is een cenotaaf (17) opgericht, met de gedachte dat zijn stoffelijk overschot nog terug zou kunnen keren naar zijn geboortestad. Hij is begraven te Ravenna.

### Pazzi-Kapel
De Pazzi-kapel, in de kloostertuin van de Basilica Santa Croce in Florence, wordt beschouwd als een van de meesterwerken van de renaissancestijl.

### Museo dell'Opera di Santa Croce
In het museum Museo dell'Opera di Santa Croce, in de tweede kruisgang van de kerk, zijn diverse kunstschatten te zien, o.a.:
- het, gerestaureerde, crucifix van Cimabue uit 1287-1288
- de, gerestaureerde, fresco's betreffende Het Laatste Oordeel van Andrea Orcagna
- de fresco's De boom van het Kruis en Het Laatste Avondmaal van Taddeo Gaddi uit 1333
- de illustratie van Legno della vita, een tekst van de franciscaanse heilige Bonaventura, vervaardigd door Taddeo Gaddi

- Bibsys: 90193866
- Gemeinsame Normdatei: 4119854-2
- International Standard Name Identifier: 0000 0001 0744 4542
- Library of Congress Control Number: n50003861
- Nationale Bibliotheek van Letland: 000345697
- Nationale Bibliotheek van Tsjechië: xx0122517
- Nationale Bibliotheek van Israël: 987007267669005171
- Système universitaire de documentation: 114318115
- Virtual International Authority File: 125456494

Santa Maria del Fiore (Duomo) · San Lorenzo · Santa Maria del Carmine · Santa Maria Novella · Santa Croce · Orsanmichele · San Miniato al Monte · Santo Spirito